# ФК Ле Ман
ФК Ле Ман је француски фудбалски клуб из града Ле Ман и тренутно игра у Француској трећој лиги. Клуб је основан 1985. године и домаће утакмице игра на стадиону ММАрена.